# Aspidoscelis calidipes
Aspidoscelis calidipes (тепальтепецький батогохвіст) — вид ящірок родини теїдових (Teiidae). Ендемік Мексики.

## Поширення й екологія
Тепальтепецькі батогохвости мешкають у басейні річки Бальсас у штатах Мічоакан і Герреро на заході Мексики. Вони живуть у сухих тропічних лісах.